# Miloš Kaláb
Miloslav Kaláb, také Miloš Kaláb (* 12. června 1929 Určice - listopad 2024 Kanada) byl kanadský vědec a žurnalista českého původu. Do září 1966 žil v Olomouci, poté žil v kanadské Ottawě.  

## Studium a práce v Československu
Po maturitě na Polívkově (nyní Slovanském) reálném gymnáziu v Olomouci v roce 1948 studoval chemické inženýrství na Vysokém učení technickém v Brně do jeho přeměny na Vojenskou technickou akademii v roce 1951. V letech 1950–1951 byl na praxi v cukrovaru, jako chemik. Civilní studium ukončil v roce 1952 jako chemický inženýr na Slovenské vysoké škole chemicko-technologické v Bratislavě. V letech 1953–1957 studoval pektinové látky v planých jablkách, jako vědecký aspirant Slovenské akademie věd. V roce 1957 získal titul kandidáta chemických věd (CSc.) Po dvou letech odešel pro bytovou krizi v Bratislavě na Lékařskou fakultu Univerzity Palackého v Olomouci. V roce 1962 se habilitoval na biochemii arginázy jako docent. V roce 1966 byl jmenován přednostou Katedry organické chemie a biochemie na Přírodovědecké fakultě Univerzity Palackého.
Od roku 1960 abstrahoval ve volném čase jako dobrovolník organizace Chemical Abstracts Service (CAS) více než 16 tisíc vědeckých článků týkajících se biochemie, lékařství a zemědělství vydaných v češtině, ruštině a slovenštině.

## Vědecká práce v Kanadě
V září 1966 nastoupil jako postdoktorátní stážista v biochemické laboratoři W.H. Cooka na National Research Council of Canada v Ottawě, kde studoval lipoproteiny ve vepřovém a lidském krevním séru. Z předpokládaného návratu do Olomouce koncem srpna 1968 sešlo pro invazi vojsk Varšavské smlouvy do Československa.
V létě roku 1968 se zajímal o rozdíly mezi československým a kanadským tvarohem, což ho přivedlo do laboratoře D. B. Emmonse ve výzkumném ústavu potravinářském kanadského federálního ministerstva zemědělství Agriculture and Agri-Food Canada. O několik týdnů později tento kontakt znamenal pro něho nové zaměstnání. Dostal za úkol vyvinout imitaci párků ze sušeného mléka, jehož byl tehdy v Kanadě nadbytek. Aby lépe poznal mikrostrukturu obou výrobků, začal se zabývat elektronovou mikroskopii v laboratoři G. H. Haggise. Ta ukázala, že z mléka, které se skládá ze submikroskopických bílkovinných kuliček (kaseinových micel), není možné vytvořit imitaci masného výrobku, který je složen ze svalových vláken. Nový ředitel ústavu John Holme úkol zrušil a dal Kalábovi úplnou svobodu v bádání. Ten se od té doby trvale věnoval mléčným výrobkům a do studia mikrostruktury potravin zaváděl metody elektronové mikroskopie používané v lékařství a v biologii.
Se třemi americkými kolegy, S.H. Cohenem, E.A. Davisovou a D.N. Holcombem organizoval roční mezinárodní konference pořádané organizací Scanning Electron Microscopy International, Inc., provozovanou v Chicagu americkým vědcem indického původu Omem Joharim. V roce 1982 tato skupina založila vědecký časopis Food Microstructure, později přejmenovaný na Food Structure, jehož se stal šéfredaktorem. Po celou dobu existence časopisu byla všechna čísla zasílána zdarma Středisku vědecko-technických informací potravinářského průmyslu v Praze.
V roce 1982 získal Pfizerovu cenu Americké vědecké mlékařské asociace. V roce 1986 působil krátkodobě jako poradce Organizace pro výživu a zemědělství při OSN v indickém Národním mlékařském výzkumném ústavu v Karnali ve státě Harijána. V roce 1989 přednášel jako stipendista japonské vlády o struktuře mléčných výrobků v Cukubě, Tokiu a v Sapporu. V roce 1991 byl hostujícím vědeckým pracovníkem na Státní univerzitě Utahu v Loganu. O 3 roky později byl penzionován jako základní vědecký pracovník ministerstva zemědělství a ihned přijat na snížený pracovní úvazek na smlouvu obnovovanou až do roku 2004. Fórum pro strukturu a funkčnost potravin ho na svém kongresu v Montréalu vyznamenalo v červnu 2018 Cenou Dr. Isaaca Heertjeho za celoživotní dílo jakožto Význačného vědeckého pracovníka. Do svého vysokého věku pracoval v elektronové mikroskopii potravin, baktérií a krevních buněk jako emeritní vědecký pracovník ministerstva zemědělství a navíc spolupracoval s Kanadskou krevní službou.

## Praktické využití vědeckého studia
Pomocí elektronové mikroskopie vysvětlil strukturní rozdíly, k nimž dochází při koagulaci mléka při výrobě jogurtu (mléko nejdříve zahřáté na teplotu 85°-90 °C a následně ochlazené) nebo při výrobě sýrů (mléko vůbec nezahřívané). V prvním případě vznikají rozvětvené řetízky kaseinových micel zadržující vodu, ve druhém případě vznikají shluky micel, které se zbavují vody ve formě syrovátky a vzniká hutná sýřenina.
Kanadské potravinářské zákony nedovolovaly používat v pojivech pro masné výrobky sušené podmáslí, protože je náchylné ke žluknutí. Jiná mléčná sušina byla povolena. Neexistovala však metoda, která by porušování zákona dokázala, dokud nepoužil transmisní elektronovou mikroskopii k důkazu podmáslí na základě přítomnosti fragmentů membrán tukových kuliček rozbitých při stloukání smetany. - Postup používaný při výrobě sýra Čedar dává plátkům sýra charakteristické obrazce (anglicky nazývané milled curd granule junction patterns), které je možné zviditelnit. Spolu s R. J. Lowriem a D. Nicholsovou navrhli používat obrazce v zájmu ochrany spotřebitelů k určení, o jaký sýr se jedná.
Spolu s V. R. Harwalkarem objevili charakteristickou mikrostrukturu kaseinových micel, která vzniká při kyselé koagulaci mléka při pH 5,5. Nazvali ji anglicky core-and-shell structure. Vyskytuje se v indickém sýru Panýr a ve španělském sýru Queso Blanco. Při tavení sýra se neničí. Pomocí elektronové mikroskopie odhalil spolu s J. Yunem známky recyklování (rework) v taveném sýru. Projevuje se přítomností mikroskopických oblastí kompaktní bílkoviny.
Aby zvýšil názornost černobílých mikrografií elektronové mikroskopie, využil jejich digitálního barvení. Získal tím pozvání od mikroskopické společnosti The Royal Microscopical Society ve Spojeném království ke zveřejnění takto ilustrovaných prací. Článkem o kráse mléka za vysokého zvětšení (The Beauty of Milk at High Magnification), shrnul svoje nejvýznamnější studie mléka. Podobně zpracoval výsledky studia mikroorganismů v pracích Mikroskopie a hygiena (Microscopy and Hygiene) a Rastrující elektronová mikroskopie baktérií (Conventional Scanning Electron Microscopy of Bacteria).
Je autorem více než 170 vědeckých prací a knižních kapitol doplňovaných na ResearchGate, kde je volný přístup k většině jím uveřejněných přehledných prací, např.. Sem patří i volně přístupné práce v časopise Food Microstructure a Food Structure v digitální formě (např. Praktický význam elektronové mikroskopie ve výzkumu mléčných výrobků). S D.N. Holcombem redigoval knihu Studies of Food Microstructure. Od dubna 2019 uveřejňoval na svém portálu (SCIMAT-Micro) Youtube videa o struktuře potravin v češtině i v angličtině. Jeho vědecká dráha skončila na jaře roku 2020 nástupem pandemie coronaviru a uzavřením vědeckých laboratoří, do nichž se emeritní vědec již nevrátil. Jeho zdraví se potom rychle zhoršovalo.
V červnu 2024 ministr zahraničních věcí České republiky Jan Lipavský udělil Miloši Kalábovi  medaili Za zásluhy o diplomacii. Ocenění mu předal velvyslanec České republiky v Kanadě Martin Tlapa.

## Žurnalistická činnost
Svou žurnalistickou kariéru zahájil ještě jako student ihned po druhé světové válce, kdy vydával v letech 1946-48 v olomouckém 14. oddílu Junáka měsíčník Tam-tam a v novinách České slovo vedl Junáckou hlídku. Dopisoval si se studenty skandinávských zemí, Spojeného království a Indie a podle jejich dopisů přispíval do místních novin, kde navíc kritizoval různé politické situace. V letech 1972-79 vydával v Ottawě ústavní měsíčník zaměstnanců The Food People; jeho náklad vzrostl z původních 45 výtisků na 225.
Po roce 1989 opravoval falešné představy o životě na Západě v Kanadských listech Miloše Kalába vydávaných v Neviditelném psovi. Po reorganizaci Neviditelného psa přispíval do Tramvaje Načerno Zdeňka Fekara a po zániku tohoto enzinu přispěl 329 články do Britských listů před skončením spolupráce s nimi v roce 2014.
Splnil si životní přání věnovat se současně chemii, průmyslovému výtvarnému umění (elektronové mikroskopii v barvách, smaltování mědi) a žurnalistice.
Jeho manželkou byla Drahomíra Kalábova s níž měl syny Pavla a Petra, inženýry informační technologie. Zemřel v listopadu 2024,